# Вулиця Циганська (Тернопіль)
Вулиця Циганська — вулиця в мікрорайоні «Новий світ» міста Тернополя. 

## Відомості
Розташована на півночі мікрорайону у місцевості «Циганська гора». Розпочинається від вулиці Новий Світ, пролягає на захід, згодом — на південь до вулиці Ділової, де і закінчується. На вулиці розташовані переважно приватні будинки.

## Транспорт
Рух вулицею — двосторонній, дорожнє покриття — асфальт. Громадський транспорт по вулиці не курсує, найближчі зупинки знаходяться на вулиці Новий Світ.